# ثانوية شنغهاي الشعبة الدولية
ثانوية شنغهاي الشعبة الدولية هي مدرسة دولية خاصة تقع في شانغهاي، الصين.

## معرض صور
|  |  |  |
|  |  |  |
|  |  |  |
|  |  |  |

## الروابط الخارجية
1. ↑  shsid [وصلة مكسورة] نسخة محفوظة 07 أكتوبر 2011 على موقع واي باك مشين.